# Rwandas fotbollsförbund
Rwandas fotbollsförbund, officiellt Fédération Rwandaise de Football Association, är ett specialidrottsförbund som organiserar fotbollen i Rwanda.
Förbundet grundades 1972 och gick med i Caf 1978. De anslöt sig till Fifa år 1978. Rwandas fotbollsförbund har sitt huvudkontor i staden Kigali.